# Un profeta
Un profeta (títol original en francès, Un prophète) és un drama carcerari de l'any 2009 dirigit pel cineasta francès Jacques Audiard. Presentada a la 62a edició del Festival de Canes, el film va guanyar el gran premi del jurat i posteriorment nou Césars. S'ha doblat i subtitulat al català.

## Argument
Malik El Djebena, un jove francès de procedència magrebina, és condemnat a una pena de sis anys de presó i ingressa a un centre penitenciari controlat per la màfia corsa, la qual imposa la seva llei als altres presos i s'afirma sobre el clan rival dels musulmans magrebins. Malik no s'escapa d'aquest domini i, pressionat des de bon principi pels corsos, es veu obligat a assassinar un pres afí al clan musulmà per tal de rebre “protecció” a canvi. Un cop Malik aconsegueix degollar la víctima, l'analfabet jove es guanya la confiança de César Luciano, l'ancià i influent cap de la màfia corsa que té subornats els policies i que usa la presó com a centre d'operació per dirigir els seus negocis a l'exterior.
La vida a la presó esdevé més confortable per a Malik, que gaudeix de certs privilegis i aprofita el temps lliure per aprendre a llegir i escriure. A més, quan Luciano s'assabenta que Malik ha après fins i tot el cors l'utilitza per espiar els seus propis súbdits, que ignoren els ràpids progressos del trempat jove. Malik passa a esdevenir la mà dreta de Luciano i aconsegueix així breus permisos per abandonar la corrupta presó, en els quals és enviat a complir missions ideades pel cap mafiós. Això no obstant, l'ambiciós jove no només executa les ordres del seu cap sinó que amb discreció desenvolupa paral·lelament els seus propis negocis, entrant en contacte amb el clan musulmà.
Malik esdevé a poc a poc indispensable per a l'afebit Luciano, que es veu desafavorit per la política de reagrupament dels presos corsos, prop de llurs famílies, i per l'ascens de la màfia magrebina, pròxima a la comunitat musulmana.
L'astut Malik, que ha entregat una ingent suma de diners a un imam, aconsegueix guanyar-se el suport de la màfia magrebina i està així a punt de tancar el seu cercle de treballats ardits que l'han de consagrar com a nou cabdill visible de la màfia.
El darrer cop de gràcia Malik el dona a Marsella, on hi ha estat enviat per liquidar a un rival de la màfia italiana a qui no obstant acaba perdonant la vida. Aquesta providencial traïció acaba d'enterrar a l'ara arraconat i isolat Luciano, que no té més remei que rendir-se al nou rol que ha assumit Malik.
El foguejat jove, que havia ingressat a la presó com un delinqüent comú, abandona finalment la institució penitenciària convertit en un reconegut i prominent cabdill de la màfia que ha sabut substituir i deixar enrere al seu decrèpit ex-cap.

## Al voltant de la pel·lícula
El títol de la pel·lícula Un profeta fa referència al sobrenom amb el qual és també conegut el protagonista Malik El Djebena. El jove es guanya aquest nom en una de les missions a la qual ha estat enviat, quan deixa atònits els membres d'un clan rival en tenir la premonició que el cotxe on viatgen s'estamparà contra un cérvol. Segons després, el cotxe efectivament xoca contra l'animal salvatge. El cabdill rival li pregunta aleshores: "tu ets un profeta?".
És el drama d'un jove immigrant en una presó francesa que interpreta un brillant Tahar Rahim -premi doble als César: millor actor i millor actor revelació- i que encarna l'evolució des del pobre delinqüent que es torna un hàbil protagonista del crim organitzat.
Un profeta va proporcionar al seu director Jacques Audiard en la XXV edició dels César un rècord personal: un guardó més que els vuit que va merèixer quatre anys enrere amb el seu anterior film De battre mon coeur s'est arrêté.

## Repartiment
- Tahar Rahim: Malik El Djebena
- Niels Arestrup: César Luciani
- Alaa Oumouzoune: presoner rebel
- Adel Bencherif: Ryad
- Gilles Cohen: Prof
- Salem Kali: de presoner
- Pascal Henault: Ceccaldi (pres cors)
- Sonia Hell: mató
- Reda Kateb: Jordi
- Jean-Philippe Ricci: Vettori
- Jean-Emmanuel Pagni: Santi

## Guardons[3]

### Premis
- BAFTA a la millor pel·lícula de parla no anglesa
- Gran Premi del Festival Internacional de Cinema de Canes de 2009
- Premis César:
  - César a la millor pel·lícula
  - César al millor director
  - César al millor actor per Tahar Rahim
  - César al millor actor secundari per Niels Arestrup
  - César a la millor esperança masculina per Tahar Rahim
  - César a la millor fotografia per Stéphane Fontaine
  - César al millor muntatge per Juliette Welfling
  - César al millor guió original per Jacques Audiard, Thomas Bidegain, Abdel Raouf Dafri i Nicolas Peufaillit
  - César al millor decorat per Michel Barthélemy
- Premis del Cinema Europeu:
  - Premi a la millor interpretació masculina per Tahar Rahim
  - Prix d'Exellence
- Premi Louis-Delluc

### Nominacions
- Oscar a la millor pel·lícula de parla no anglesa a la 82a edició dels premis Oscar
- Globus d'Or a la millor pel·lícula estrangera